# Xã University, Quận St. Louis, Missouri
Xã University (tiếng Anh: University Township) là một xã thuộc quận St. Louis, tiểu bang Missouri, Hoa Kỳ. Năm 2010, dân số của xã này là 34.281 người.